# Diviziunea de recensământ 6, Alberta
Diviziunea de recensământ din provincia canadiană Alberta cuprinde:
- Cities (Orașe)
  - Airdrie
  - Calgary
- Towns (Localități urbane)
  - Black Diamond
  - Carstairs
  - Chestermere
  - Cochrane
  - Crossfield
  - Didsbury
  - High River
  - Irricana
  - Okotoks
  - Olds
  - Sundre
  - Turner Valley
- Villages (Sate)
  - Beiseker
  - Cremona
  - Longview

- Municipal districts (Districte municipale)
  - Foothills No. 31, M.D. of
  - Mountain View County
  - Rocky View County
- Improvement districts (Teritorii neîncorporate)

- Indian reserves (Rezervații indiene)
  - Eden Valley 216
  - Tsuu T'ina Nation 145